# إكليمندس الإسكندري
إكليمندس الإسكندري اسمه الكامل تيتوس فلافيوس إكليمندس (باللاتينية: Titus Flavius Clemens)، هو واحد من أبرز معلمي مدرسة الإسكندرية اللاهوتية، ولد في أثينا في منتصف القرن الثاني الميلادي (150 ؟) وتوفي بين عامي 211 و 215. أبرز ما ميز تعاليمه هو ربطه وتوحيده بين الفلسفة اليونانية واللاهوت المسيحي، فكانت كل كتاباته بشكل عام موجهة للعالم الهيليني والثقافة اليونانية.
تأثر إكليمندس بالفلسفة الهلنستية بدرجة أكبر من أي مفكر مسيحي آخر في عصره، وخاصةً أفلاطون والرواقية. تشير أعماله السرية، التي لم يتبق إلا أجزاء منها، إلى أنه كان على دراية أيضًا بتعاليم باطنية وغنوصية يهودية ما قبل المسيحية. في أحد أعماله، جادل بأن الفلسفة اليونانية ترجع أصولها إلى غير الإغريق، وأن كلا من أفلاطون وفيثاغورس تم تعليمهم من قبل علماء مصريين. كان من بين تلاميذه أوريجانوس وألكسندر بطريرك القدس.

## حياته
اعتنق المسيحية في شبابه أثناء دراسته للفلسفة، وهجر وطنه ليتنقل بين عدة بلدان فزار جنوب إيطاليا وسوريا وفلسطين، واستقر أخيراً في الإسكندرية، حيث التقى هناك بمدير مدرسة الإسكندرية اللاهوتية بنتينوس السكندرى وتتلمذ له وأصبح بعدها من أقرب معاونيه مما حقق له قدر من الشهرة، وبعد أن توفي بنتينوس خلفه إكليمندس بإدارة المدرسة. في بداية القرن الثالث أثار الإمبراطور سيبتيموس سيفيروس اضطهادا ضد المسيحيين، فأجبر إكليمندس على الانتقال إلى كبادوكية ليقيم عند ألكسندروس وهو أحد تلاميذه والذي أصبح لاحقا أسقف أورشليم، وتوفي إكليمندس بين عامي 211 و215 على ما يعتقد.

## مؤلفاته
اهتم إكليمندس بالفلسفة والأدب والميثولوجيا والشعر، وفي مؤلفاته اعتنى بالاستناد على الكتاب المقدس، فاستشهد بنصوص من العهد القديم أكثر من 1.500 مرة، ومن العهد الجديد أكثر من 2.000 مرة. وأيضا من نصوص أدبية يونانية أكثر من 360 مرة. وركز في كتاباته على أنه لا تناقض بين الفلسفة والإيمان، فالفلسفة والعلوم برأيه تخدم اللاهوت المسيحي، والمسيحية هي «تاج جميع الحقائق ومجدها».
أهم مؤلفاته المحفوظة حتى اليوم :
- كتاب التحريض: كتاب دفاعي هدفه الرئيسي دعوة اليونانيين إلى التخلي عن دياناتهم القديمة وعن عبادة الأصنام.
- كتاب المربي: هو تتمة لكتابه الأول فيه إرشادات ونصائح لمن اعتنق المسيحية.
- البُسُط: سلسلة من ثمانية أجزاء غرضها الأساسي التقريب بين الإيمان المسيحي والفلسفة الهيلينية.[3][4][5]

## روابط خارجية
- إكليمندس الإسكندري على موقع الموسوعة البريطانية (الإنجليزية)
- إكليمندس الإسكندري على موقع إن إن دي بي (الإنجليزية)